# Bahnstrecke Newport–Farnham
| Streckenlänge: | 104,1 km             |                                            |                                            |
| Spurweite: | 1435 mm (Normalspur) |                                            |                                            |
| |                      |                                            |                                            |
| \| \| \| von White River Junction \| \| \| \| 0,0 \| Newport VT \| Newport VT \| \| \| \| nach Lennoxville \| \| \| \| \| Lake Memphremagog \| \| \| \| \| Summit Siding \| \| \| \| \| Newport Center VT \| \| \| \| \| Verbindung zur Blue Line Railroad \| \| \| \| \| Blue Line Railroad (Waldbahn) \| \| \| \| \| von Eastman \| \| \| \| \| Elkhurst VT (früher Troy Junction) \| \| \| \| \| Missisquoi River \| \| \| \| 23,0 \| North Troy VT \| North Troy VT \| \| \| \| Vermont (USA)/Québec (Kanada) \| \| \| \| 27,0 \| Highwater QC \| Highwater QC \| \| \| 36,9 \| Glenton QC \| Glenton QC \| \| \| \| Québec (Kanada)/Vermont (USA) \| \| \| \| \| Missisquoi VT \| \| \| \| \| Steven´s Mills \| \| \| \| \| Verbindung zur Strecke St. Albans–Richford \| \| \| \| \| Missisquoi River \| \| \| \| 49,9 \| Richford VT \| Richford VT \| \| \| \| Vermont (USA)/Québec (Kanada) \| \| \| \| 53,9 \| Abercorn QC \| Abercorn QC \| \| \| \| Sutton River \| \| \| \| 62,8 \| Sutton QC \| Sutton QC \| \| \| 67,8 \| Enlaugra QC (früher Sutton Junction) \| Enlaugra QC (früher Sutton Junction) \| \| \| \| nach Drummondville \| \| \| \| \| Yamaska \| \| \| \| \| West Brome QC \| \| \| \| \| Yamaska \| \| \| \| \| Sweetsburg QC \| \| \| \| 82,7 \| Cowansville QC \| Cowansville QC \| \| \| \| Yamaska \| \| \| \| \| Mapledale QC \| \| \| \| 92,4 \| Brigham QC \| Brigham QC \| \| \| \| von Mattawamkeag \| \| \| \| 94,0 \| Brookport QC \| Brookport QC \| \| \| \| Yamaska \| \| \| \| \| Ferndon QC \| \| \| \| \| von Sorel und Waterloo \| \| \| \| \| von Sheldon Junction \| \| \| \| 104,1 \| Farnham QC (früher West Farnham) \| Farnham QC (früher West Farnham) \| \| \| \| nach Stanbridge \| \| \| \| \| nach Longueuil \| \| \| \| \| nach Saint-Jean \| \| \| \| \| nach Montreal \| \| |                      |                                            |                                            |
| Strecke |                      | von White River Junction                   | von White River Junction                   |
| Dienststation / Betriebs- oder Güterbahnhof | 0,0                  | Newport VT                                 | Newport VT                                 |
| Abzweig geradeaus und nach rechts |                      | nach Lennoxville                           | nach Lennoxville                           |
| Brücke über Wasserlauf |                      | Lake Memphremagog                          | Lake Memphremagog                          |
| ehemaliger Dienststation / Betriebs- oder Güterbahnhof |                      | Summit Siding                              | Summit Siding                              |
| ehemaliger Haltepunkt / Haltestelle |                      | Newport Center VT                          | Newport Center VT                          |
| Abzweig geradeaus und ehemals nach links |                      | Verbindung zur Blue Line Railroad          | Verbindung zur Blue Line Railroad          |
| Kreuzung geradeaus oben (Querstrecke außer Betrieb) |                      | Blue Line Railroad (Waldbahn)              | Blue Line Railroad (Waldbahn)              |
| Abzweig geradeaus und ehemals von rechts |                      | von Eastman                                | von Eastman                                |
| ehemaliger Haltepunkt / Haltestelle |                      | Elkhurst VT (früher Troy Junction)         | Elkhurst VT (früher Troy Junction)         |
| Brücke über Wasserlauf |                      | Missisquoi River                           | Missisquoi River                           |
| Dienststation / Betriebs- oder Güterbahnhof | 23,0                 | North Troy VT                              | North Troy VT                              |
| Grenze |                      | Vermont (USA)/Québec (Kanada)              | Vermont (USA)/Québec (Kanada)              |
| Dienststation / Betriebs- oder Güterbahnhof | 27,0                 | Highwater QC                               | Highwater QC                               |
| Dienststation / Betriebs- oder Güterbahnhof | 36,9                 | Glenton QC                                 | Glenton QC                                 |
| Grenze |                      | Québec (Kanada)/Vermont (USA)              | Québec (Kanada)/Vermont (USA)              |
| Dienststation / Betriebs- oder Güterbahnhof |                      | Missisquoi VT                              | Missisquoi VT                              |
| ehemaliger Dienststation / Betriebs- oder Güterbahnhof |                      | Steven´s Mills                             | Steven´s Mills                             |
| Abzweig geradeaus und ehemals nach links |                      | Verbindung zur Strecke St. Albans–Richford | Verbindung zur Strecke St. Albans–Richford |
| Brücke über Wasserlauf |                      | Missisquoi River                           | Missisquoi River                           |
| Dienststation / Betriebs- oder Güterbahnhof | 49,9                 | Richford VT                                | Richford VT                                |
| Grenze |                      | Vermont (USA)/Québec (Kanada)              | Vermont (USA)/Québec (Kanada)              |
| ehemaliger Bahnhof | 53,9                 | Abercorn QC                                | Abercorn QC                                |
| Brücke über Wasserlauf |                      | Sutton River                               | Sutton River                               |
| Dienststation / Betriebs- oder Güterbahnhof | 62,8                 | Sutton QC                                  | Sutton QC                                  |
| ehemaliger Bahnhof | 67,8                 | Enlaugra QC (früher Sutton Junction)       | Enlaugra QC (früher Sutton Junction)       |
| Abzweig geradeaus, ehemals nach rechts und ehemals von rechts |                      | nach Drummondville                         | nach Drummondville                         |
| Brücke über Wasserlauf |                      | Yamaska                                    | Yamaska                                    |
| ehemaliger Haltepunkt / Haltestelle |                      | West Brome QC                              | West Brome QC                              |
| Brücke über Wasserlauf |                      | Yamaska                                    | Yamaska                                    |
| ehemaliger Haltepunkt / Haltestelle |                      | Sweetsburg QC                              | Sweetsburg QC                              |
| Dienststation / Betriebs- oder Güterbahnhof | 82,7                 | Cowansville QC                             | Cowansville QC                             |
| Brücke über Wasserlauf |                      | Yamaska                                    | Yamaska                                    |
| ehemaliger Haltepunkt / Haltestelle |                      | Mapledale QC                               | Mapledale QC                               |
| ehemaliger Bahnhof | 92,4                 | Brigham QC                                 | Brigham QC                                 |
| Abzweig geradeaus und von rechts |                      | von Mattawamkeag                           | von Mattawamkeag                           |
| ehemaliger Haltepunkt / Haltestelle | 94,0                 | Brookport QC                               | Brookport QC                               |
| Brücke über Wasserlauf |                      | Yamaska                                    | Yamaska                                    |
| ehemaliger Haltepunkt / Haltestelle |                      | Ferndon QC                                 | Ferndon QC                                 |
| Abzweig geradeaus und von rechts |                      | von Sorel und Waterloo                     | von Sorel und Waterloo                     |
| Abzweig geradeaus und ehemals von links |                      | von Sheldon Junction                       | von Sheldon Junction                       |
| Dienststation / Betriebs- oder Güterbahnhof | 104,1                | Farnham QC (früher West Farnham)           | Farnham QC (früher West Farnham)           |
| Abzweig geradeaus und nach links |                      | nach Stanbridge                            | nach Stanbridge                            |
| Abzweig geradeaus und ehemals nach rechts |                      | nach Longueuil                             | nach Longueuil                             |
| Abzweig geradeaus und ehemals nach links |                      | nach Saint-Jean                            | nach Saint-Jean                            |
| Strecke |                      | nach Montreal                              | nach Montreal                              |

Die Bahnstrecke Newport–Farnham ist eine Eisenbahnstrecke in Vermont (Vereinigte Staaten) und Québec (Kanada). Sie ist 104 Kilometer lang und verbindet unter anderem die Städte Newport, Richford, Sutton, Cowansville und Farnham. Die Strecke wird von der Central Maine and Quebec Railway ausschließlich im Güterverkehr betrieben.

## Geschichte
Am 15. August 1866 wurde in Kanada die South Eastern Counties Junction Railway (SECJ) gegründet, um eine direkte normalspurige Verbindung von Montreal zum damaligen Endpunkt der Strecke der Connecticut and Passumpsic Rivers Railroad in Newport herzustellen. Bis dahin mussten Güter dieser Strecke auf dem Straßenweg nach Sherbrooke verbracht werden wo sie auf die Züge der Grand Trunk Railway umgeladen wurden, die zudem auf einer anderen Spurweite fuhren, sodass selbst nach Eröffnung der Verbindung von Newport nach Sherbrooke 1870 dort umgeladen werden musste. Für die in Vermont liegenden Abschnitte der Strecke gründete man am 11. November 1869 die Missisquoi and Clyde Rivers Railroad, die die SECJ ab Eröffnung der Strecke pachten sollte. 1869 begannen die Bauarbeiten. Aus finanziellen Gründen wurde die SECJ 1872 als South Eastern Railway neu aufgestellt. Am 31. Oktober 1871 wurde der Abschnitt von Farnham nach Richford eröffnet. Die restliche Strecke bis Newport ging am 9. Juli 1873 in Betrieb. In Farnham bestand eine Gleisverbindung zur Bahnstrecke Saint-Jean-sur-Richelieu–Waterloo der Stanstead, Shefford and Chambly Railroad, über die die Züge in Richtung Montreal weiterfuhren.
Am 1. März 1875 pachteten die Connecticut&Passumpsic und die Boston, Concord and Montreal Railroad die Strecke gemeinsam und führten den Betrieb. Bereits zwei Jahre später zog sich die Boston, Concord&Montreal aus diesem Vertrag zurück. Die South Eastern Railway monierte unterdessen, dass die Streckenwartung nicht ausreichend sei und blockierte die Strecke. Erst am 10. September 1879 wurde der Verkehr wieder aufgenommen. 1883 übernahm die Canadian Pacific Railway die South Eastern und führte fortan den Betrieb auf der Strecke.
Der Personenverkehr endete 1965 mit der Einstellung des Expresszuges Boston–Montreal, der bis dahin über die Strecke gefahren war. Noch bis Ende 1994 verkehrte auf dem Abschnitt von Brookport bis Farnham der Expresszug Montreal–Halifax, jedoch ohne Zwischenhalt. Die Canadian Pacific verkaufte die Strecke im März 1995 an die Canadian American Railroad, die 2002 in Konkurs ging und von der neugegründeten Montreal, Maine and Atlantic Railway aufgekauft wurde, die am 9. Januar 2003 den Betrieb wieder aufnahm und 2014 als Central Maine and Quebec Railway neu aufgestellt wurde.

## Streckenbeschreibung
Die Strecke zweigt in Newport aus der Bahnstrecke White River Junction–Lennoxville ab und führt zunächst kurvenreich über einen Höhenzug nach Nordwesten bis in Troy das Tal des Missisquoi River erreicht wird. Diesem folgt die Bahnstrecke bis Richford. Dabei überquert sie zweimal die US-amerikanisch/kanadische Staatsgrenze. Kurz hinter Richford wird erneut die Staatsgrenze überquert. Die Zollabfertigung erfolgt im Bahnhof Richford. Ab hier verläuft die Trasse im Tal des Sutton River nordwärts. Durch Sutton hindurch erreicht die Strecke nach wenigen Kilometern den ehemaligen Bahnhof Enlaugra, wo eine Strecke nach Drummondville abzweigte. In Richtung Farnham verläuft die Trasse nun wieder nordwestwärts im Tal des südöstlichen Zuflusses des Rivière Yamaska, der mehrfach überquert wird. In Brookport zweigt die Bahnstrecke Brookport–Mattawamkeag ab, die ein Teil der transkontinentalen Eisenbahn der Canadian Pacific Railway war. Die Strecke endet im Knotenbahnhof Farnham, wo eine Gleisverbindung in Richtung Montreal besteht.

## Personenverkehr
Der Fahrplan vom 26. Oktober 1913 sah zwei täglich verkehrende Expresszüge nach Montreal sowie einen Personenzug Newport–Montreal vor, der nur an Werktagen fuhr.
Nach dem Fahrplan vom 25. Oktober 1964 wurde die Strecke zu dieser Zeit ebenfalls noch im Personenverkehr bedient. Der Alouette, ein Expresszug von Boston und New York nach Montreal hielt dabei bei Bedarf an allen Unterwegsbahnhöfen. Kurze Zeit später endete der Personenverkehr auf der Strecke.

## Unfälle
Am 16. August 1942 entgleiste der Canadian Pacific Zug 903 fünf Kilometer östlich von Richford auf einem unterspülten Bahndamm. Drei Personen kamen dabei ums Leben.